# Cautionnement réel
Le cautionnement réel peut être défini comme « l’affectation d’un ou plusieurs biens par une personne, appelée « caution réelle », à la garantie de la dette d’autrui ».

## Droit québécois
En droit québécois, le cautionnement réel est prévu à l'article 2681 al.2 du Code civil du Québec. Il permet à un tiers de constituer une hypothèque au profit d'un débiteur. Ce faisant, il n'engage pas sa responsabilité personnelle. Il peut s'agir par exemple d'un père qui hypothèque son terrain pour que l'entreprise de son fils puisse obtenir un prêt. 
D'après la jurisprudence et la doctrine de l'auteur Louis Payette, la caution réelle ne peut pas prétendre aux droits de la caution personnelle (art. 2333 C.c.Q.), comme le bénéfice de discussion (art. 2347 C.c.Q.). 
Dans le cautionnement réel, le tiers constituant est seulement tenu sur les biens qu'il a accepté de grever, il n'a donc aucune responsabilité personnelle. Bien qu'il n'ait pas le bénéfice de discussion en cas de défaut  du débiteur, il jouit cependant des droits relatifs au régime de l'hypothèque, comme la possibilité de limiter son engagement au bien grevé et les défenses inhérentes au droit hypothécaire.  
Il est théoriquement possible de convenir de combiner le cautionnement personnel avec le cautionnement réel sur l'hypothèque.
Le cautionnement réel n'a rien à voir avec la constitution d'une fiducie.